# Убийство Анны Линд
Убийство Анны Линд (10 сентября 2003 года) — нападение, в результате которого была убита министр иностранных дел Швеции Анна Линд.

## Убийство
10 сентября 2003 года в супермаркете Nordiska Kompaniet (NK) в центре Стокгольма на Анну Линд было совершено покушение. Нападавший нанёс ей несколько ударов ножом, после чего скрылся. Линд была доставлена в Каролинскую больницу, где врачи на протяжении нескольких часов боролись за её жизнь. Однако ранним утром 11 сентября она скончалась от полученных ран. Обвинение в убийстве было предъявлено арестованному двумя неделями позже 24-летнему гражданину Швеции, сыну сербских иммигрантов, Михайло Михайловичу (серб. Мијаило Мијаиловић; род. 1976). Обвиняемый признал свою вину, заявив, что услышал голоса, приказавшие ему зарезать Линд. 23 марта 2004 года Стокгольмский окружной суд первой инстанции приговорил Михайловича к пожизненному заключению. 8 июля Апелляционный суд Свеаланда изменил приговор на лечение в психиатрической больнице. 2 декабря Михайлович приговорён Верховным судом Швеции к пожизненному заключению. В интервью шведской газете Expressen убийца заявил, что мотивом убийства была ненависть к политикам, испытываемая им из-за собственных неудач в жизни. Он признал, что умышленно изображал психически больного, чтобы избежать тюрьмы.
В 2004 году Михайлович отказался от гражданства Швеции и, таким образом, является гражданином Сербии. Несколько раз Михайлович подавал заявление об отбытии пожизненного заключения в Сербии.
Во время пребывания в психиатрической больнице в городе Сундсвалль в 2004 году Михайлович ударил другого заключённого, передвигающегося на инвалидной коляске. Его признали виновным в нападении при отягчающих обстоятельствах.
Михайлович отбывал срок в тюрьме «Халл» близ Сёдертелье и в тюрьме «Кумла» в городе Кумла. В последней 29 декабря 2011 года он напал на другого заключённого с отверткой. Окружной суд Эребру признал его виновным в нападении при отягчающих обстоятельствах.

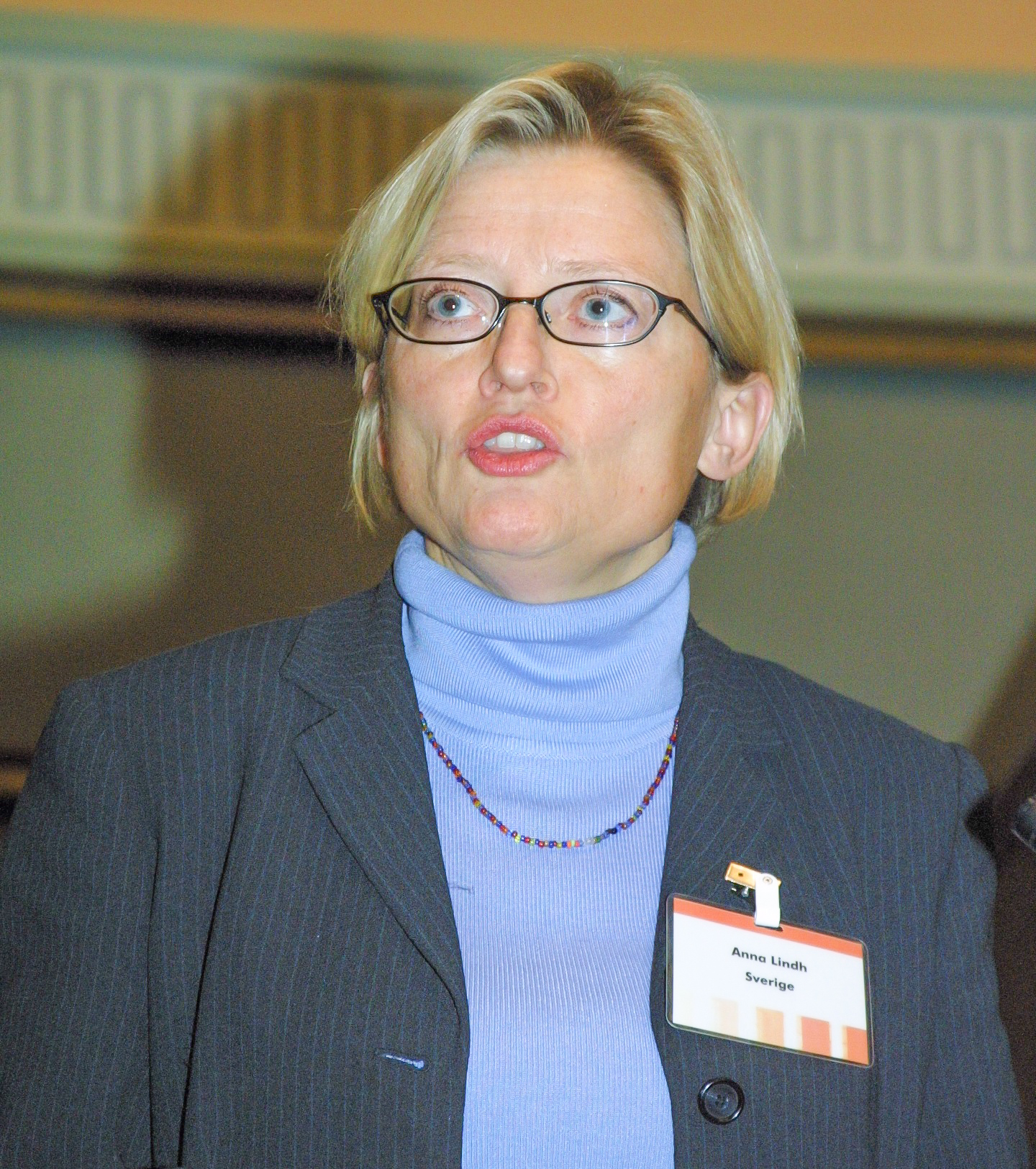
Анна Линд в 2002 году
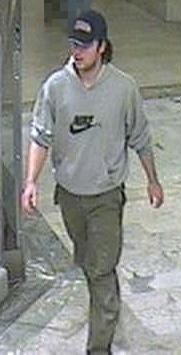
Михайлович на месте преступления
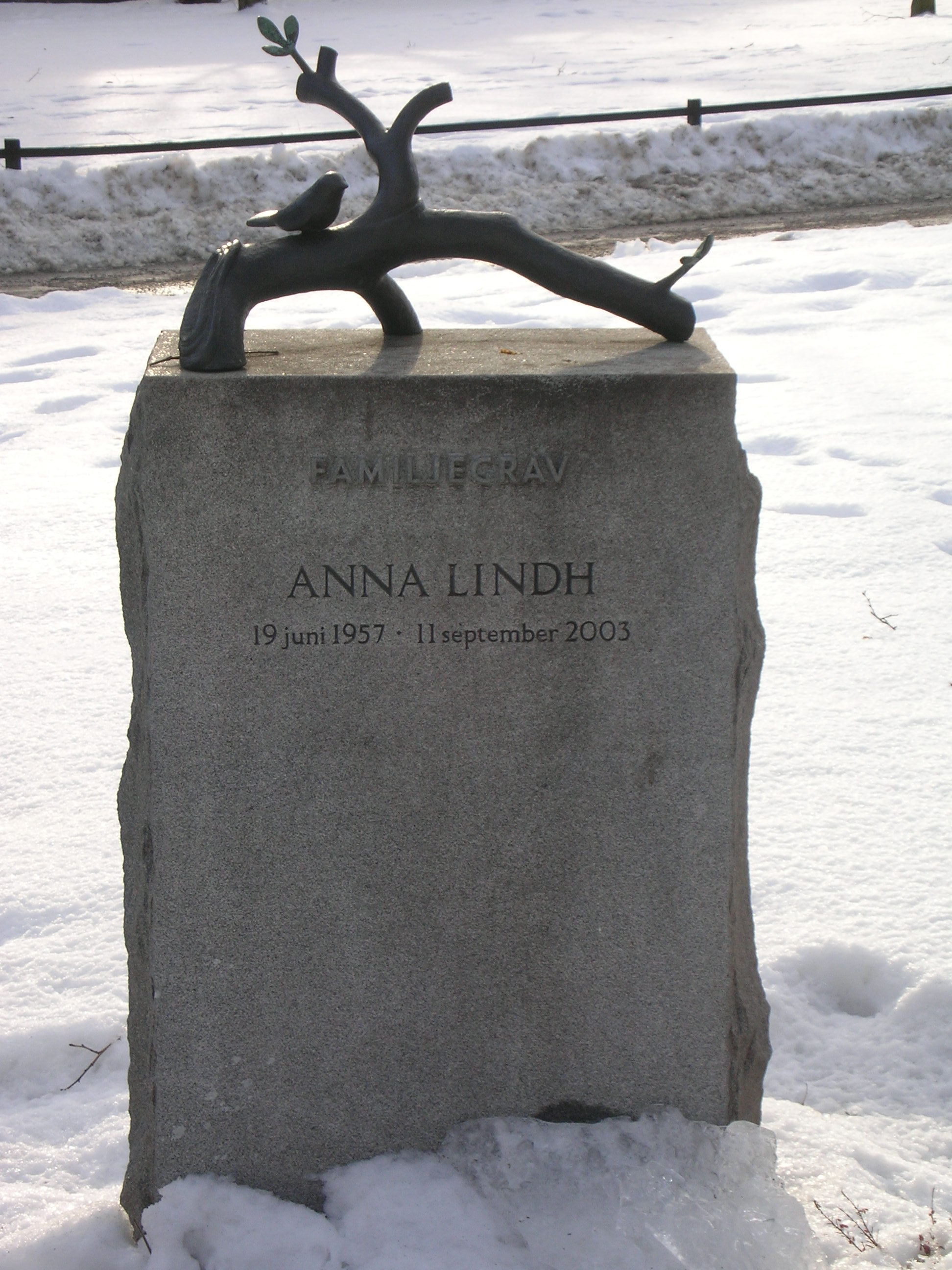
Могила Анны Линд